# Вспомогательный технический батальон
Вспомогательный технический батальон (ВТБ) (чеш. Pomocný technický prapor, PTP, словац. Pomocný technický prápor, PTP) или Военные лагеря принудительных работ (чеш. Vojenské tábory nucených prací, VTNP) — формирования чехословацкой (позднее чехословацкой народной) армии, которые действовали в 1950–1954 годах для интернирования и перевоспитания так называемых «политически неблагонадёжных лиц», подпадающих под действие тогдашнего военного закона (армия придумала для них так называемую политическую классификацию «Е»). 
Одной из причин их создания было обеспечение дешевой рабочей силой для отдельных секторов экономики. Они также были инструментом преследования и трудовой эксплуатации неугодных лиц. Существование и деятельность ВТБ не имела под собой никакой основы в чехословацком и международном праве. По разным оценкам, через службу в вспомогательных технических батальонах прошло от 40 до 60 тысяч граждан Чехословакии.
ВТБ работали в шахтах (в районах Остравы, Кладно и в Словакии), на стройках (например, пражский панельный район Петршины), на военных стройках (строительство аэродромов, казарм, жилых домов и других зданий, например, Центрального военного госпиталя в Праге или тогдашней военной гостиницы International в Праге-Дейвице), в военных лесных хозяйствах, карьерах и в сельском хозяйстве. Например, в 1953 году военнослужащие ВТБ работали на более 370 различных рабочих местах.
Разговорное название военнослужащих «Pétépáci» и «Černí baroni» («Чёрные бароны», из-за знаков отличия, которые были чёрного цвета) по-прежнему широко использовались после 1954 года среди солдат технических батальонов (ТБ) и военно-рабочих частей (ВРЧ), а позднее даже в инженерных войсках.

## История

### Основание
Предшественниками вспомогательных технических батальонов (ВТБ) были четыре отдельных дорожных батальона, которые армия создала 1 октября 1948 года для набора призывников, считавшихся политически неблагонадежными. Однако эти подразделения, использовавшиеся для строительных и земляных работ, по-прежнему имели боевой статус. По состоянию на конец 1949 года в этих частях служило более 2000 человек. Часть будущих подразделений ВТБ также были сформирована из воинских горнопромышленных частей (действовали с 1946 по ноябрь 1951 года).

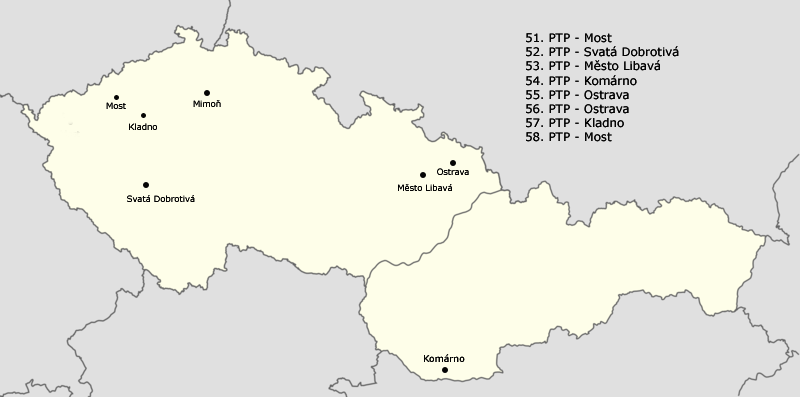
Дислокация вспомогательных технических батальонов осенью 1951 г.

Вскоре после того, как генерала Людвика Свободу на посту министра национальной обороны сменил Алексей Чепичка, дорожные батальоны были преобразованы во вспомогательные технические батальоны. Это произошло после предложения от Управления военной разведки (OBZ) во главе с Бедржихом Рейциным. Официальной датой создания ВТБ является 1 сентября 1950 года, когда четыре существующих дорожных батальона были преобразованы в первые четыре легких вспомогательных технических батальона. Таким образом появился 51-й батальон в Мимони, 52-й батальон в Свате Добротиве, 53-й батальон в Либаве и 54-й батальон в Лешти. ВТБ делились на лёгкие и тяжёлые. Легкие ВТБ предназначались в основном для строительных работ, тогда как тяжёлые (шахтёрские) ВТБ работали на поверхностных и глубоких шахтах — в них также переводили солдат из расформированных воинских горнодобывающих частей. Тяжёлые ВТБ были созданы приказом министра Чепички 1 октября 1950 года, первоначально как 55-й батальон в Острава-Радванице, 56-й батальон в Горни-Суха, 57-й батальон в Кладно-Либушин и 58-й батальон в Мосту (с апреля 1951 года тяжёлые части обозначались римскими цифрами от I до IV). По состоянию на 1 декабря 1950 года в ВТБ насчитывалось 9900 человек, из которых 7780 имели политическую категорию «Е», а остальные были священнослужителями или монахами.
Лёгкие батальоны состояли из четырех рот общей численностью 800 человек, тяжёлые батальоны имели шесть рот общей численностью 1200 человек (реальная ситуация часто отличалась). Отбор мужчин в ВТБ проводился на основе личных, политических и социальных соображений, при этом оценивались как сами призывники, так и их родственники. Все военнослужащие, признанные приёмными комиссиями неблагонадежными, направлялись в ВТБ (с другой стороны, значительную часть личного состава ВТБ составляли люди, оцененные как политически благонадежные, но являвшиеся, например, шахтёрами по профессии или отнесённые при призыве к категориям «Cj» или «Cd»).
15 апреля 1951 года были созданы три новых легких батальона — 59-й батальон в Мост-Билине, 60-й батальон в Дечине и 61-й батальон в Румбурке. В связи с постоянной нехваткой рабочей силы на военных стройках, 15 мая 1951 года были созданы два технических батальона (ТБ) как новый тип военно-строительных подразделений. Сюда направлялись политически благонадежные военнослужащие с классификацией «Cj» и «Cd». Эти подразделения предназначались в первую очередь для строительства секретных военных объектов, для которых армия не использовать лица, считавшихся политически неблагонадежными. Солдаты технических батальонов имели возможность проходить военную подготовку с оружием, а также часто служили в командном составе подразделений ВТБ. Первыми двумя техническими батальонами были – 1-й батальон в Дечине (позднее замок Зелена гора около Непомука) и 2-й батальон в Мосту. 1 октября 1951 года был создан 62-й батальон в Дечине, а также объединенный горнопроходческий отряд в Остраве был преобразован в IV тяжёлый батальон и V батальон в Орлове.
Другим способом заполнения состава в ВТБ с 1951 года была так называемые «Чрезвычайные военные учения», представлявшие собой незаконный институт, в рамках которого «неблагонадёжные» лица в возрасте от 18 до 60 лет призывались в ряды ВТБ на неопределенный срок (обычно два года и более). Таким образом, в ВТБ призывались люди, освобождённые из упразднённых исправительно-трудовых лагерей. Однако запланированный призыв около 12 тысяч политически неблагонадежных призывников не состоялся, несмотря на помощь Министерства национальной безопасности. 1 декабря 1951 года были созданы новые легкие батальоны — 63-й батальон в Комарно, 64-й батальон в Варнсдорфе и 65-й батальон в Долни Животице.

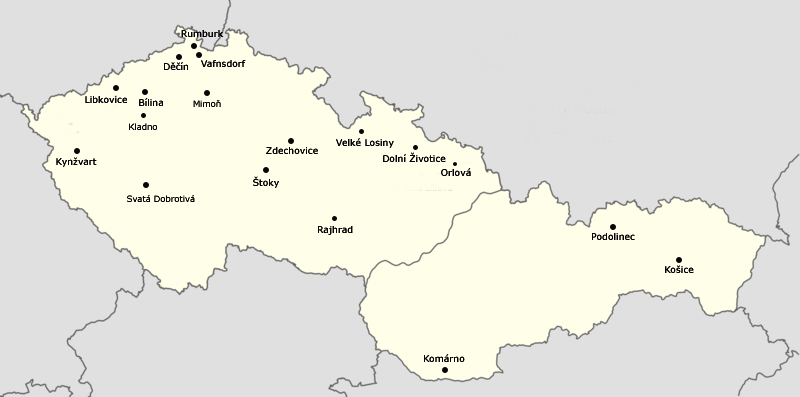
Дислокация вспомогательных технических батальонов в ноябре 1953 г.

К декабрю 1951 года существовало 11 лёгких вспомогательных технических батальонов, шесть тяжёлых ВТБ и два технических батальона (ТБ). Общая численность военнослужащих составило 22 083 человека (11 191 — в лёгких ВТБ, 8 746 — в тяжёлых ВТБ и 2 146 — в ТП). В 1952 году были созданы три последних лёгких батальона — 66-й батальон в Билине, 67-й батальон в Здеховице-у-Пшелоуче и 68-й батальон в Комарно. К 1 января того же года было создано Командование военно-трудовых частей (КВТЧ, чеш. Velitelství vojenských pracovních jednotek, VVPJ), которому были подчинены все вышеперечисленные подразделения.

### Упразднение
После серьёзных политических изменений в стране в 1953 году, вызванные смертью Иосифа Сталина и Клемента Готвальда, вспомогательные технические батальоны постепенно упразднялись в период с последних месяцев 1953 года по май 1954 года. Если их личный состав отслужил не менее 24 месяцев, то к концу 1954 года их переводили на гражданскую службу. Масштабная реорганизация ВТБ началась 1 ноября 1953 года и привела к освобождению призывников, проходивших внеочередные учения, и большинства солдат, содержавшихся в ВТБ даже после истечения двух лет военной службы. Семь лёгких (51-й, 53-й, 59-й, 60-й, 61-й, 64-й и 66-й ВТБ) и три тяжёлых ВТБ были преобразованы в технические батальоны. В конце 1953 года в подчинении Командования военно-трудовых частей находилось 27 частей, из которых 18 лёгких (из них 7 ВТБ и 11 ТБ) и 9 тяжёлых (три ВТБ и шесть ТБ). Численность ВТБ сократилась вдвое. В то время во всех частях служило 35 502 человека. К 1 января 1954 года были упразднены ещё два ВТБ.
Вспомогательные технические батальоны были упразднены как политические и дисциплинарные подразделения 1 мая 1954 года. Сверхсрочно выслужившиеся солдаты были уволены, солдаты последнего призыва 1952 года, призванные летом 1952 года, были переведены в технические батальоны (ТБ), многие из которых были продолжением ВТБ, но с другим режимом. Даже после окончания их регулярной службы их держали здесь для специальной подготовки до конца ноября 1954 года. Политическая классификация «Е» была отменена 1 мая 1953 года (военнослужащие этой классификации не имели права носить оружие, не могли получить иное звание, кроме «рядовой» и т. д.). Однако лица, имеющие кадровый дефицит, продолжали направляться в военно-технические части.

### После упразднения
Клеймо политической неблагонадежности преследовало военнослужащих из ВТБ и после их возвращения к мирной жизни. Известно много случаев, когда за ними на протяжении многих лет велось наблюдение со стороны органов государственной безопасности (некоторые — вплоть до падения коммунистического режима). Лишь меньшинству из них, благодаря воле случая, удалось достичь и хотя бы частично реализовать свои жизненные планы, получив университетскую квалификацию или заняв экономические должности в последующие годы своей жизни. В некоторых случаях даже становясь членами Коммунистической партии Чехословакии.
Во время Пражской весны в 1968 году, в дополнение к Клубу ангажированных беспартийных и Клубу бывших политических заключённых был создан также «Союз ВТБ» (чеш. Svaz PTP). Это произошло 25 мая 1968 года в Праге на Славянском острове на съезде, в котором приняли участие 3500 человек. По итогам съезда были приняты две резолюции, требующие реабилитации членов ВТБ, признания незаконности их создания ВТБ, выплаты компенсаций, предоставление возможности ознакомиться с кадровыми отчётами и именами их авторов, возможности вернуться к прежней профессии, завершить образование, корректировки пенсий по инвалидности членам ВТБ, получившим травму на службе, или пенсий по случаю смерти в случае смертельного несчастного случая. На политическом уровне было запрошено представительство Союза ВТБ в Национальном фронте, Национальном собрании, национальных, региональных, окружных и местных комитетах. После начала «Нормализации» деятельность Союза ВТБ была прекращена и смогла возобновиться лишь после Бархатной революции — учредительный съезд состоялся 10 мая 1990 года во Дворце промышленности.

#### Реабилитация
Военнослужащие ВТБ были реабилитированы на основании законов №87/1991 Сб. и № 267/1992 Сб. о внесудебной реабилитации. В феврале 2002 года правительство приняло постановление №102/2002 Сб. о новой компенсации в размере 625 чешских крон за каждый месяц службы свыше одного года (как для ВТБ, так и для дорожных войск и воинских горнодобывающих частей). Компенсация распространялась только на ныне живущих бывших военнослужащих. Вдовы членов ВТБ имеют право на надбавку к пенсии с 2006 года.

## Набор на службу

### Система и критерии призыва
Согласно указаниям Управления военной разведки, поиск неблагонадёжных лиц должен был осуществляться совместно силами Министерства внутренних дел, национальными комитетами, Коммунистической партией Чехословакии, Чешским молодежным союзом и другими организациями Национального фронта, которые готовили кадровые оценки будущих призывников, начиная с 1948 года. Поскольку эта практика не оказалась успешной, в 1949 году её изменили, и каждый кандидат проверялся в местном отделении государственной безопасности, который информировал 5-е отделение военной разведки об отобранных ненадёжных лицах, которое заботилось о дальнейшем трудоустройстве таких лиц. В 1950 году система снова изменилась, и неблагонадёжные лица стали выявляться проверочными комиссиями непосредственно при формированиях.
В 1951 году кандидаты на военную службу отбирались перед призывной комиссией, которая состояла из медицинской и политической частей. Была введена новая шкала классификации призывников.
- «А» – годен к военной службе, рекомендуется нести службу в более востребованных подразделениях
- «B» – годен к военной службе, рекомендуется нести службу в менее востребованных подразделениях
- «BS» – годен к караульной службе
- «Cj» – неспособный выполнять тяжелую физическую работу
- «Cd» – неспособен выполнять умеренно тяжелую физическую работу
- «D» – не годен к военной службе
- «E» – политически неблагонадежный человек

Призывники с классификацией «Cj» и «Cd» направлялись как в части TБ, так и в части ВТБ, классификация «E» означала призыв в части ВТБ независимо от состояния здоровья (её имели около 25 000 человек). Для осеннего призыва 1950 года, согласно Директиве по формированию и деятельности ведомственных приемных комиссий, неблагонадежными признавались лица:
- совершили преступления, предусмотренные декретами Президента Республики о малом и большом возмездии (№16/1945 Сб. и №138/1945 Сб.), законом о защите Республики № 50/1923 Сб., законом о защите народно-демократической Республики №231/1948 Сб. и были осуждены или привлечены к ответственности за это;
- были заключёнными в испраивтельно-трудовых лагерях;
- были или являлись владельцами завода или предприятия с численностью сотрудников более 10 человек;
- были или являлись владельцами земельных участков более 20-30 га;
- были или являлись владельцами больших поместий;
- были или являлись владельцами недвижимости с доходом более 10 000 чехословацких крон в месяц;
- были отстранены от государственных или общественных должностей комитетами действий Национального фронта после февраля 1948 года;
- являются детьми лиц, указанных в предыдущих пунктах;
- были задержаны при попытке незаконного пересечения государственной границы или исключены из учебных заведений по политическим мотивам;
- имели родителей или братьев и сестер, «нелегально» находящихся за границей;
- были признаны «неблагонадёжными» сотрудниками Корпуса национальной безопасности по иным причинам;

Последний призыв состоялся в 1952 году.

### Состав ВТБ
Подавляющее большинство призванных в период существования ВТБ (до 1954 года) составляли «политически неблагонадёжные» призывники призывных лет, однако большую группу представляли и граждане старшего возраста: например, священники, лица, ранее (ещё до Второй мировой войны) освобожденные от обязательной военной службы, военнослужащие иностранных подразделений Чехословацкой армии времён Второй мировой войны, лица, освобождённые от действительной военной службы по политическим причинам после февраля 1948 года, или бывшие военнослужащие немецкой армии, ставшие таковыми как сыновья от смешанных браков, особенно в районе Глучина, а также в других районах Чехословакии, оккупированных нацистской Германией после Мюнхенского соглашения 1938 года.

## Условия службы

### Условия труда
В целом условия труда на небольших изолированных выработках легких ВТБ были более мягкими, чем на глубоких шахтах с непрерывным режимом работы. К солдатам ВТБ мало внимания уделялось охране труда, гигиене и здоровью коллектива. Напротив, соблюдение и перевыполнение норм и плана было важным, поскольку в таких случаях командиры получали дополнительные выплаты. Материальное обеспечение частей было скромным — например, обмундирование часто поступало из запасов вермахта. Условия размещения членов ВТБ были разными: за некоторыми исключениями, солдаты размещались не в казармах, а в различных импровизированных условиях, часто в неприспособленных зданиях, вопреки положениям воинских уставов. Условия размещения были относительно лучше для тяжелых ВТБ, которые длительное время находились на одном месте, в отличие от легких ВТБ, коллектив которых часто перемещался.

### Несчастные случаи
Точное число раненых и погибших в подразделениях ВТБ неизвестно. Тяжёлая работа в сложных условиях и без особой заботы о безопасности давали о себе знать. Только в 1952 году было зафиксировано 40 несчастных случаев со смертельным исходом, 518 серьёзных несчастных случаев и 2790 несчастных случаев средней и легкой степени тяжести. Наибольшую долю в этой статистике занимают шахты Остравского региона.

### Система вознаграждений
Вспомогательные технические батальоны работали в основном в местах, где требовались большие физические нагрузки и где гражданские служащие могли заработать мало денег. Солдатам ВТБ выплачивалась заработная плата в соответствии с общепринятыми нормами того времени, но в среднем на 30% меньше, чем гражданским служащим, которых содержала армия. Деньги не выплачивались солдатам напрямую, а военной администрации, которая в зависимости от результатов работы и других условий забирала от 70 до 90% в качестве оплаты за одежду, питание, проживание и т. д. Оставшиеся деньги делились на две части — одна выплачивалась солдатам, а другая клалась на сберкнижку, которой солдат не мог воспользоваться во время службы. Во время денежной реформы в мае 1953 года данные вынужденные сбережения обменивались по наихудшему возможному курсу 50:1. Таким образом, солдаты ВТБ были единственными призывниками, которые сами оплачивали свою военную службу.

## В культуре
С вспомогательными техническими батальонами часто связывают книги писателя и юмориста Милослава Швандрлика, в особенности книгу «Чёрные бароны» (1968, первое издание издательства «Высочина Гавличкув Брод», второе издание было конфисковано, последующие издания были публикованы в Швейцарии и Великобритании), которая стала темой успешного одноименного фильма 1992 года. Однако они основаны на реальных событиях и данных технических батальонов (ТБ), а не на вспомогательных технических батальонов (ВТБ), которые были другими.